# Chris van der Weerden
Chris van der Weerden (Nijmegen, 15 november 1972) is een Nederlands voormalig profvoetballer die als verdediger speelde. Nadien werd hij trainer.

## Biografie
Hij begon zijn voetbalcarrière als amateur bij N.E.C., waar hij in 1990 prof werd. In 1994 ging hij naar Vitesse en een jaar later verkaste hij naar PSV Eindhoven. Daar bleef hij tot 2001, toen hij naar FC Twente ging. In 2004 ging hij dan naar Antwerpse club Germinal Beerschot. In de zomer van 2006 verruilde hij Germinal Beerschot voor FC Eindhoven, waar hij zijn actieve carrière kon combineren met het trainen van de jeugd bij PSV. Op vrijdag 15 februari 2008 maakte hij bekend dat hij per direct stopte met het spelen van betaald voetbal. Gedurende zijn voetbalcarrière werd Van der Weerden geplaagd door diverse blessures. In 1997 werd de ziekte van Crohn bij hem geconstateerd.
Van der Weerden trainde bij PSV de jeugdspelers van de E2 (2006/2007), E1 (2007/2008), de D3 (2008/2009) en neemt in het seizoen 2009/2010 de C2 voor zijn rekening. Daarnaast is hij assistent-coach bij PSV A1. Op 16 maart 2012 maakt Marcel Brands bekend dat van der Weerden als trainer per direct overgeheveld is van de A1 naar de hoofdmacht van PSV. Samen met hoofdcoach Phillip Cocu en Ernest Faber vulden zij op interim-basis de staffunctie in tot het eind van het seizoen 2011/2012. PSV won dat seizoen de KNVB beker. Onder hoofdtrainer Cocu was Van der Weerden in 2018 assistent bij Fenerbahçe SK en in de periode 2019 tot november 2020 bij Derby County FC. Medio 2022 werd hij assistent van Dirk Kuijt bij ADO Den Haag. Op 1 oktober 2022 stapte hij over naar Vitesse waar hij wederom assistent van Cocu werd. In november 2023 stapte Cocu na teleurstellende resultaten op en Van Der Weerden volgde zijn voorbeeld. Hij werd in december van dat jaar assistent-trainer bij Shaktar Donetsk.

## Clubstatistieken
| 1990/91 | N.E.C.             | Eredivisie     | 6   | 0  |    |    |    |    |    |    |
| 1991/92 | N.E.C.             | Eerste divisie | 30  | 1  |    |    |    |    |    |    |
| 1992/93 | N.E.C.             | Eerste divisie | 26  | 1  |    |    |    |    |    |    |
| 1993/94 | N.E.C.             | Eerste divisie | 30  | 3  |    |    |    |    |    |    |
| 1994/95 | Vitesse            | Eredivisie     | 31  | 3  |    |    |    |    |    |    |
| 1995/96 | PSV                | Eredivisie     | 27  | 1  |    |    |    |    |    |    |
| 1996/97 | PSV                | Eredivisie     | 24  | 0  |    |    |    |    |    |    |
| 1997/98 | PSV                | Eredivisie     | 4   | 0  |    |    |    |    |    |    |
| 1998/99 | PSV                | Eredivisie     | 23  | 3  |    |    |    |    |    |    |
| 1999/00 | PSV                | Eredivisie     | 19  | 1  |    |    |    |    |    |    |
| 2000/01 | PSV                | Eredivisie     | 11  | 1  |    |    |    |    |    |    |
| 2001/02 | FC Twente          | Eredivisie     | 24  | 0  |    |    |    |    |    |    |
| 2002/03 | FC Twente          | Eredivisie     | 11  | 0  |    |    |    |    |    |    |
| 2003/04 | FC Twente          | Eredivisie     | 31  | 2  |    |    |    |    |    |    |
| 2004/05 | Germinal Beerschot | Eerste klasse  | 5   | 0  |    |    |    |    |    |    |
| 2005/06 | Germinal Beerschot | Eerste klasse  | 17  | 1  |    |    |    |    |    |    |
| 2006/07 | FC Eindhoven       | Eerste divisie | 27  | 1  |    |    |    |    |    |    |
| 2007/08 | FC Eindhoven       | Eerste divisie | 17  | 0  |    |    |    |    |    |    |
| Totaal  |                    |                | 362 | 18 | 18 | 18 | 18 | 18 | 18 | 18 |

## Erelijst
- Kampioen van Nederland

1997, 2000, 2001
- KNVB Beker
  - Winnaar: 1996
  - Finalist: 1994, 2004
- Johan Cruijff-schaal
  - Winnaar: 1996, 1997, 1998, 2000
  - Finalist: 2001
- Promotie naar Eredivisie via nacompetitie

1994
- Beker van België

2005
- Belgische Supercup

2005

## Trivia
- Chris van der Weerden heeft een sigarenzaak in Nijmegen gehad die daarvoor van zijn ouders was.[3]
- Hij is getrouwd met de dochter van Frank Arnesen.